# Francisco de Lucena
Francisco de Lucena (nascido por volta de 1578 em Trancoso e morto decapitado em 28 de abril de 1643, em Lisboa), cavaleiro da Ordem de Cristo, foi um político português. 

## Vida
Era filho de Afonso de Lucena, jurista e familiar da Casa de Bragança, à qual esteve sempre ligado.
Substituiu o seu tio, Fernando de Matos, no ano de 1614, como Secretário do Conselho da Coroa, para Portugal, assumindo concomitantemente os cargos de Secretário das Mercês e das Índias, foi encarregue do cargo de Secretário de Estado (1640 a 1642), que o levou para o Governo de Madrid nos 17 anos seguintes. Nessa qualidade e de visita ao Porto, em 1628, vê-se escorraçado por uma multidão enfurecida do mosteiro que o tinha hospedado devido ao aumento de impostos, por ele decretado, cena que se dá o nome de "Motim das Maçarocas.
Hábil e prestigiado diplomata, aconselhou de D. João IV a manter os privilégios dados durante o domínio dos Filipes. E depois, por sua sugestão, já depois de estar na chefia do governo após do golpe de Estado de 1º de Dezembro de 1640, fez tudo para que os apoiantes do mesmo não recebessem recompensa pelo esforço na Restauração da Independência de Portugal, excepto raríssimos casos. Assim como não foi indulgente no julgamento da conspiração do arcebispo de Braga, do duque de Coimbra e do marquês de Vila Real, em 1641, uma vez que a clemência não abonaria em favor da imagem do recente monarca. Tão determinado estava que facultou para a sua execução um cutelo semelhante ao que decepara a cabeça de D. Rodrigo Calderón, marquês de Sete Igrejas. Depois foi ele próprio incriminado de manter correspondência subversiva com Espanha feita em 1642 pelas Cortes. O rei, apesar de saber que se tratava de negociar a libertação do filho do Secretário em troca de um prisioneiro espanhol, mesmo assim permitiu no entanto a inquirição e sua prisão. Acabou por sair ileso do caso, mas, foi pouco depois enviado para a prisão do Limoeiro, devido a uma conjura que o acusou de ter entregue aos espanhóis o estratégico Forte de Santa Luzia, em Elvas. Facilmente incriminado pelos jesuítas e pelo novo Secretário, Pedro Vieira da Silva, e acabou por morrer decapitado com essa mesma arma que tinha trazido de Madrid.
No dia 28 de abril de 1643 foi executado na praça pública do Rossio o ex-secretário de Estado de D. João IV, Francisco de Lucena. Acusado de manter correspondência secreta com Castela e de ter culpa no cativeiro de D. Duarte, irmão de El-Rei, foi julgado traidor e  culpado do crime de lesa-majestade, devendo ser decapitado. Já no cadafalso, leram-lhe a sentença e após ter se confessado com o sacerdote, diz-se inocente. Tirou-lhe a vida um golpe do cutelo que ele mesmo havia trazido de Madrid, nos tempos de Secretário do Conselho da Coroa de Portugal.
A sua imagem foi limpa por seu bisneto, D. André de Lucena, tendo lhe sido entregue o morgado de Peixinhos – antiga propriedade da família Lucena – por decreto de 1720.